# Reyes de Esparta

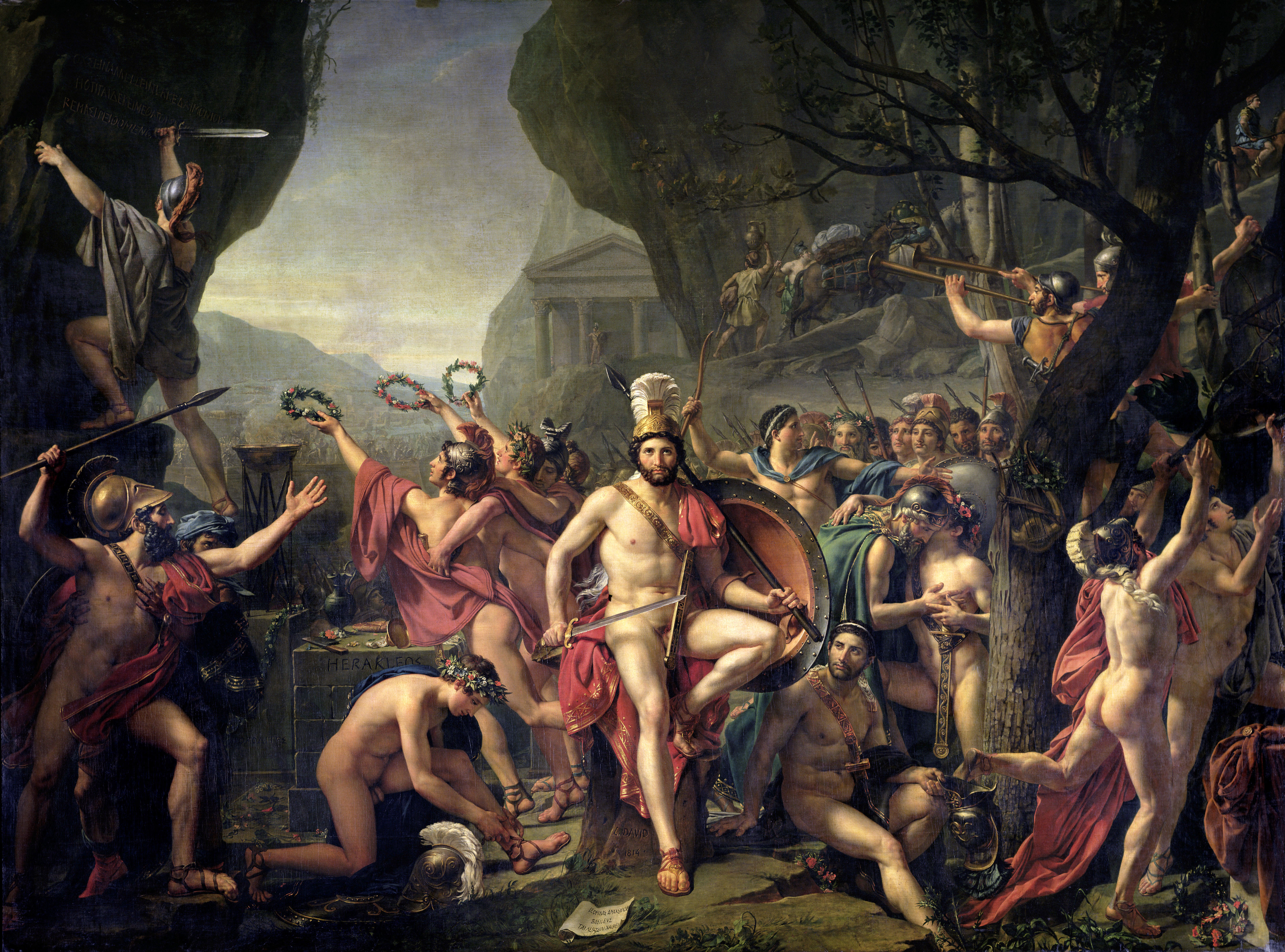
El rey Leónidas I, arquetipo heroico del diarca espartano, representado en Termópilas por Jacques-Louis David (1814).

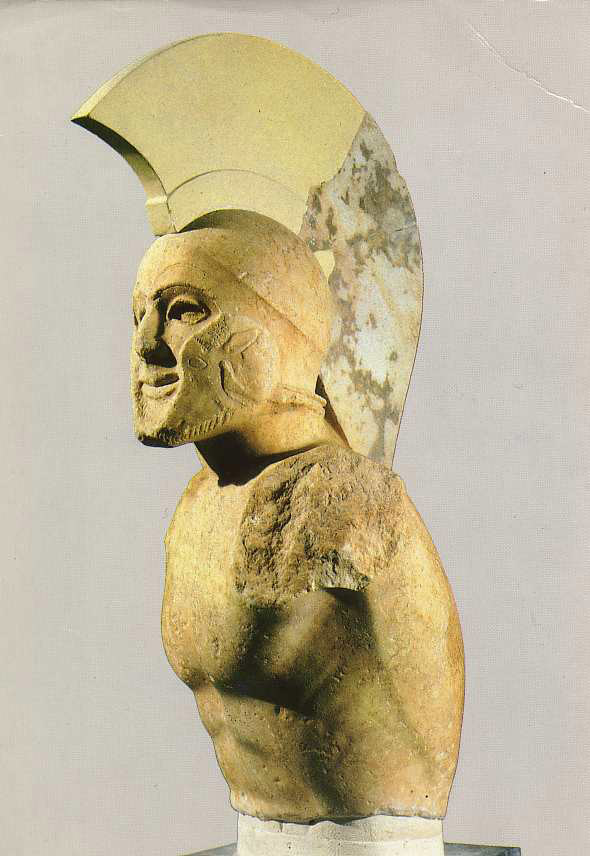
Busto de mármol de un hoplita con casco, posiblemente Leónidas. Comienzos del, Museo Arqueológico de Esparta.

Los diarcas o reyes de Esparta fueron, al menos desde la reforma política atribuida a Licurgo (siglo VIII a. C.), una pareja de monarcas que dirigía dicha ciudad estado o polis, durante los tiempos de la Antigua Grecia. Uno pertenecía a la dinastía de los Agíadas (de origen dorio) y el otro a la de los Euripóntidas (de origen aqueo), enraizadas ambas —según la leyenda— en dos gemelos descendientes de Heracles. Ambos reyes tenían igual rango.
Los miembros de ambas familias no podían contraer matrimonio entre sí y sus tumbas se hallaban en lugares distintos. El tabú que prohibía matrimonio entre dinastías fue roto por Cleómenes III, poco antes del inicio de la decadencia definitiva de la ciudad.
El poder real se transmitía al “más próximo descendiente del más próximo ostentador del poder más cercano a la realeza”, es decir, que el hijo pasa por delante del hermano, y que aun existiendo el derecho de primogenitura, el hijo nacido cuando el padre es ya rey tiene prioridad sobre aquellos nacidos antes de su advenimiento al trono. En cualquier caso, parece que los espartanos interpretaban con flexibilidad estas normas sucesorias.
Los poderes de los reyes eran esencialmente militares y religiosos. Al principio, los monarcas podían hacer la guerra al país que desearan, siendo sus decisiones colegiadas. A partir del 506 a. C., fecha del famoso “divorcio de Eleusis”, los reyes harán sus campañas por separado. En el siglo V a. C. parece que es ya la asamblea la que vota la guerra y los éforos quienes deciden sobre la movilización. El rey, quienquiera que sea, es siempre el “hegemón” o comandante en jefe durante las campañas militares; tiene autoridad sobre los demás generales, puede acordar treguas y combate en primera línea en el ala derecha, protegido por su guardia de honor de cien hombres, los “hippeis”.

## Lista de los reyes de Esparta
| Lélege, hijo de Poseidón, de Helios, o uno de los autóctonos       |
| Miles, hijo de Lélege                                              |
| Eurotas, hijo de Miles y padre de Esparta, la heroína epónima      |
| Lacedemón, marido de Esparta.                                      |
| Amiclas, hijo del anterior                                         |
| Cinortas, hijo del anterior                                        |
| Ébalo, hijo del anterior                                           |
| Tindáreo, hijo del anterior (?). Ver Perieres                      |
| Hipocoonte, hermano del anterior y usurpador                       |
| Tindáreo, por segunda vez                                          |
| Menelao, esposo de Helena y yerno de Tindáreo                      |
| Orestes, esposo de Hermione y yerno de Menealo                     |
| Tisámeno, hijo del anterior. Derrotado y muerto por los Heráclidas |

| Dinastía de los Agíadas                | Dinastía de los Euripóntidas         |
| -------------------------------------- | ------------------------------------ |
| Eurístenes ? - 930 a. C. aprox.        |                                      |
| Agis I 930 a. C. - c. 900 a. C.        | Procles ¿?                           |
| Equestrato c. 900 a. C.- c. 870 a. C.  |                                      |
|                                        | Soos ? - c. 890 a. C.                |
|                                        | Euripon c. 890- c. 860 a. C.         |
| Leobotes c. 870 - c. 840 a. C.         | Pritanis c. 860 - c. 830 a. C.       |
| Doriso c. 840 - c .820                 | Polidectes c. 830 - c. 800 a. C.     |
| Agesilao I c. 820 - c. 790 a. C.       |                                      |
|                                        | Eunomo c. 800 - c. 780 a. C.         |
| Arquelao c. 790 - c. 760 a. C.         |                                      |
|                                        | Carilo c. 780 - c. 750 a. C.         |
| Téleclo c. 760 - c. 740 a. C.          |                                      |
|                                        | Nicandro c. 750 - c. 720 a. C.       |
| Alcámenes c. 740 - c. 700 a. C.        |                                      |
|                                        | Teopompo c. 720 - c. 675 a. C.       |
| Polidoro c. 700 - c. 665 a. C.         |                                      |
| Eurícrates c. 665 - c. 640 a. C. a. C. | Anaxándridas I c. 675 - c. 645 a. C. |
|                                        | Zeuxidamas c. 645 - c. 625 a. C.     |
| Anaxandro c. 640 - c. 615 a. C.        | Anaxidamo c. 625 - c. 600 a. C.      |
| Euricrátidas c. 615 - c. 590 a. C.     |                                      |
|                                        | Arquidamo I c. 600 - c. 575 a. C.    |
| León c. 590-560 a. C.                  | Agasicles c. 575 - c. 550 a. C.      |
| Anaxándridas II c. 560 - c. 520 a. C.  |                                      |
|                                        | Aristón c. 550 - c. 515 a. C.        |
| Cleómenes I c. 520 - c. 490 a. C.      | Demarato c. 515-491 a. C.            |
| Leónidas I c. 490-480 a. C.            | Leotíquidas II 491-469               |
|                                        | Arquidamo II 469-427 a. C.           |
| Plistarco 480 - c. 459 a. C.           |                                      |
| Plistoanacte c. 459-409 a. C.          | Agis II 427-395 a. C.                |
|                                        | Agesilao II 395-360 a. C.            |
| Pausanias de Esparta 409-395 a. C.     |                                      |
| Agesípolis I 395-380 a. C.             |                                      |
| Cleómbroto I 380-371 a. C.             |                                      |
| Agesípolis II 371-370 a. C.            |                                      |
| Cleómenes II 370-309 a. C.             | Arquidamo III 360-338 a. C.          |
|                                        | Agis III 338-331 a. C.               |
|                                        | Eudamidas I 331 - c. 305 a. C.       |
| Areo I 309-265 a. C.                   | Arquidamo IV c. 305 - c. 275 a. C.   |
|                                        | Eudamidas II c. 275 - c. 245 a. C.   |
| Acrótato 265-262 a. C.                 |                                      |
| Areo II 262-254 a. C.                  |                                      |
| Leónidas II 254-242 a. C.              | Agis IV c. 245-241 a. C              |
| Cleómbroto II 242-241 a. C.            |                                      |
| Leónidas II 241-235 a. C.              | Eudamidas III 241-228 a. C.          |
| Cleómenes III 235-222 a. C.            | Arquidamo V 228-227 a. C.            |
|                                        | Euclidas 227-221 a. C.               |

Euclidas era de los Agíadas, mientras que su hermano Cleómenes III se había casado con una Euripóntida e ingresado a dicha familia, por lo que ambos hermanos reinaron en conjunto, reuniendo las dos dinastías. Los reyes de ambas dinastías gobernaban de forma colegiada, siendo coordinados y fiscalizados por la magistratura del eforado.

### Los Agíadas
Los Agíadas son una dinastía de origen dorio, una de las dos que gobernaba en Esparta, siendo la otra la de los Euripóntidas. Según la leyenda, fue fundada por Agis I, epónimo de la dinastía, y hermano gemelo de Euriponte. Ambos serían descendientes de Heracles y Deyanira, a través de la sucesión de Hilo, Cleodes, Aristómaco y Aristodemo, (al que le correspondió Lacedemonia), y habrían colonizado el Peloponeso, patria del héroe en el curso del mítico regreso de los heráclidas.

### Los Euripóntidas
Los Euripóntidas son una dinastía de origen aqueo, una de las dos que gobernaban en Esparta, siendo la otra la de los Agíadas. Según la leyenda, fue fundada por Euriponte, epónimo de la dinastía, y hermano gemelo de Agis I. Ambos serían descendientes de Heracles y Deyanira, a través de la sucesión de Hilo, Cleodeo, Aristómaco y Aristodemo.

### Después de Selasia
Tras la caída de Cleómenes III en la batalla de Selasia, contra Antígono III líder de Macedonia y de la Liga Aquea, el sistema político espartano comenzó a desmoronarse.
Esparta fue una república, brevemente, del año 221 a. C. al 219 a. C.
| Últimos reyes de Esparta.                               | Últimos reyes de Esparta.                                                                             |                                          |
| Dinastía de los Agíadas                                 | Dinastía de los Euripóntidas                                                                          | Tirano o usurpador                       |
| ------------------------------------------------------- | --- | ---------------------------------------- |
| Agesípolis III 219 a. C. - 215 a. C.: último rey agiada | Licurgo 219 a. C. - 210 a. C.                                                                         |                                          |
|                                                         | Pélope (rey único) 210 a. C. - 206 a. C.: último rey de las antiguas dinastías; se opuso a Macánidas. | Macánidas (tirano) 210 a. C. - 207 a. C. |
|                                                         | | Nabis (usurpador) 207 a. C. - 192 a. C.  |

La Liga Aquea se anexionó Esparta en el año 192 a. C. La ciudad pasó a manos de la República Romana en el año 146 a. C.